# Senokos (distrikt)
Senokos (bulgariska: Сенокос) är ett distrikt i Bulgarien.   Det ligger i kommunen Obsjtina Baltjik och regionen Dobritj, i den östra delen av landet, 400 km öster om huvudstaden Sofia.
Trakten runt Senokos består till största delen av jordbruksmark. Runt Senokos är det ganska glesbefolkat, med 40 invånare per kvadratkilometer.